# Orenol
L'orenol o l'orenola (Exocoetus volitans) és una espècie de peix pertanyent a l'ordre dels beloniformes i a la família dels exocètids.

## Descripció
- Fa uns 30 cm de llargada màxima (normalment, en fa 20).
- Cos esvelt.
- Aletes pectorals extraordinàriament desenvolupades, en forma d'ales, i adaptades per a planar.
- Les aletes pèlviques són molt curtes i els seus extrems es troben lluny de l'origen de l'aleta anal.
- El musell és més curt que el diàmetre de l'ull.
- Té, normalment, 6 fileres d'escates entre l'aleta dorsal i la línia lateral.
- Nombre de vèrtebres: 43-46.
- És de color blau al dors i blanc argentat al ventre. Les aletes són principalment pàl·lides o lleugerament fosques, tot i que les pectorals són de color blau fosc.[3][4][5][6]

## Locomoció
El seu vol s'inicia després d'un curt trajecte per la superfície de l'aigua, durant el qual l'aleta caudal fa de propulsor. Quan el peix ha aconseguit d'enlairar-se, les aletes pectorals li proporcionen sustentació (però no efectuen cap moviment actiu), ans permeten un planeig de fins a 100 m.

## Reproducció
És ovípar, la fecundació és externa i els ous i les larves pelàgics (els ous contenen una substància enganxosa que els permet adherir-se a restes flotants).

## Alimentació
Es nodreix de plàncton i crustacis.

## Depredadors
És depredat per la llampuga (Coryphaena hippurus), el peix vela del Pacífic (Istiophorus platypterus), el marlí blau (Makaira nigricans), Merluccius gayi peruanus, la tonyina d'aleta groga (Thunnus albacares), el nodi comú (Anous stolidus), el xatrac fosc (Sterna fuscata) i el dofí tacat tropical (Stenella attenuata).

## Hàbitat
És un peix marí, pelàgic-nerític i oceanòdrom que viu entre 0–20 m de fondària.

## Distribució geogràfica
Es troba a tots els oceans i mars de clima tropical i subtropical: l'oceà Atlàntic (incloent-hi el mar Carib), l'oest de la mar Mediterrània, l'oceà Índic, el Pacífic oriental (des de Mèxic fins al centre de Xile, les illes Hawaii i les illes Galápagos) i el Pacífic oriental (el Japó, les illes Marshall, les Filipines, Austràlia i Tahití).

## Costums
- Forma grans bancs, de vegades barrejats amb altres espècies (com ara, sardines).[5][24]

## Ús comercial
La seua carn és bona per al consum humà.

## Observacions
És inofensiu per als humans.